# 希蒙·薩拉維切夫
希蒙·薩拉維切夫（1993年9月25日—）是一位保加利亞足球運動員。在場上的位置是中場。目前效力於亞塞拜然的卡拉巴克。他也代表保加利亞國家足球隊參賽。